# 四神

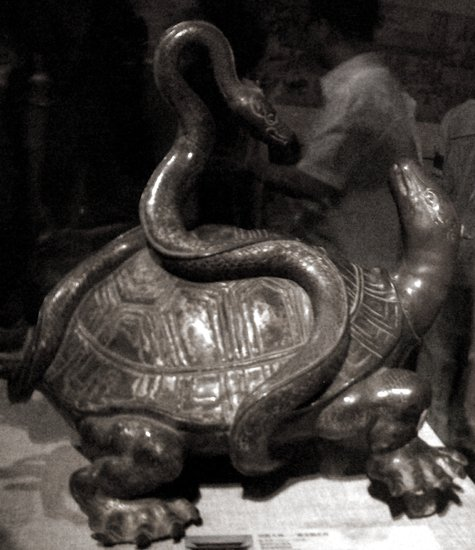
銅製の玄武（明時代・15世紀初頭）

四神（ししん、しじん）は、中国の神話、天の四方の方角を司る霊獣である（別名、天之四霊）。四獣（しじゅう）、四象（ししょう）ともいう。四象と四神・四獣は同義であり、実体のない概念である四象に実体を持たせたものが四神・四獣とされる。
東の青龍・南の朱雀・西の白虎・北の玄武である。五行説に照らし合わせて中央に麒麟や黄竜を加え数を合わせた上で取り入れられている。麒麟や黄龍を入れた場合は五神（ごしん、ごじん）あるいは五獣（ごじゅう）と呼ぶ。
淮南子などによると、方角には四獣と共に季節神として五帝を補佐する五佐のうち四佐が割り当てられている。これらの四佐のほうを四神と呼ぶこともある。また、瑞獣の四霊（応竜・麒麟・霊亀・鳳凰）を四神と呼ぶこともある。

## 対応
四神にはそれぞれ司る方位、季節、そしてその象徴する色などがある。
| 四神（四獣）   | 五方 | 五時 | 五色     | 五行 | 四象         | 爻 | 五佐                                  |
| -------------- | ---- | ---- | -------- | ---- | ------------ | -- | ------------------------------------- |
| 青龍           | 東   | 春   | 緑（青） | 木   | 少陽         |    | 句芒（こうぼう）                      |
| 朱雀           | 南   | 夏   | 赤（朱） | 火   | 太陽（老陽） |    | 祝融（しゅくゆう） / 朱明（しゅめい） |
| 白虎           | 西   | 秋   | 白       | 金   | 少陰         |    | 蓐収（じょくしゅう）                  |
| 玄武           | 北   | 冬   | 黒（玄） | 水   | 太陰（老陰） |    | 玄冥（げんめい）                      |
| 黄竜または麒麟 | 中央 | 土用 | 黄       | 土   |              |    | 后土（こうど）                        |

## 星宿との関係
中国天文学では、天球を天の赤道帯に沿って東方・北方・西方・南方の四大区画に分け、それぞれに四神（四象）を対応付けた。これらを東方青龍・北方玄武・西方白虎・南方朱雀と呼ぶ。
これは二十八宿を七宿ごとにまとめ、その星座を組み合わせた形を龍・鳥・虎・亀（正確には蛇が亀に絡まっている姿）の4つの動物の姿に見立てたことによる。例えば、東方青竜であれば、角は龍の角、亢は龍の頸、氐・房は龍の身体、尾は龍の尾を象っている。また中国の戦国時代には五行説により土=中央=黄、木=東=青、金=西=白、火=南=赤、水=北=黒というように五行と方位（五方）・色（五色）が結びつけられており、これらの動物も各方角が表す色を冠し、青龍（蒼龍）・玄武・白虎・朱雀（朱鳥）とされた。なお、ここでいう東方・北方・西方・南方は天球上の東西南北ではなく、地平から見た方位であり、天上の十二辰と地上の十二支が一致したときの天象（春の星空）を基にしている。
なお四象の境界は二十八宿に基づいているため、均等ではなく、十二次と十二辰の区分とは一致しない。『漢書』律暦志の度数（周天を365度とする）では、
- 東方宿 - 75度
- 北方宿 - 98度
- 西方宿 - 80度
- 南方宿 - 112度

となっている。

## 四神に関連する物

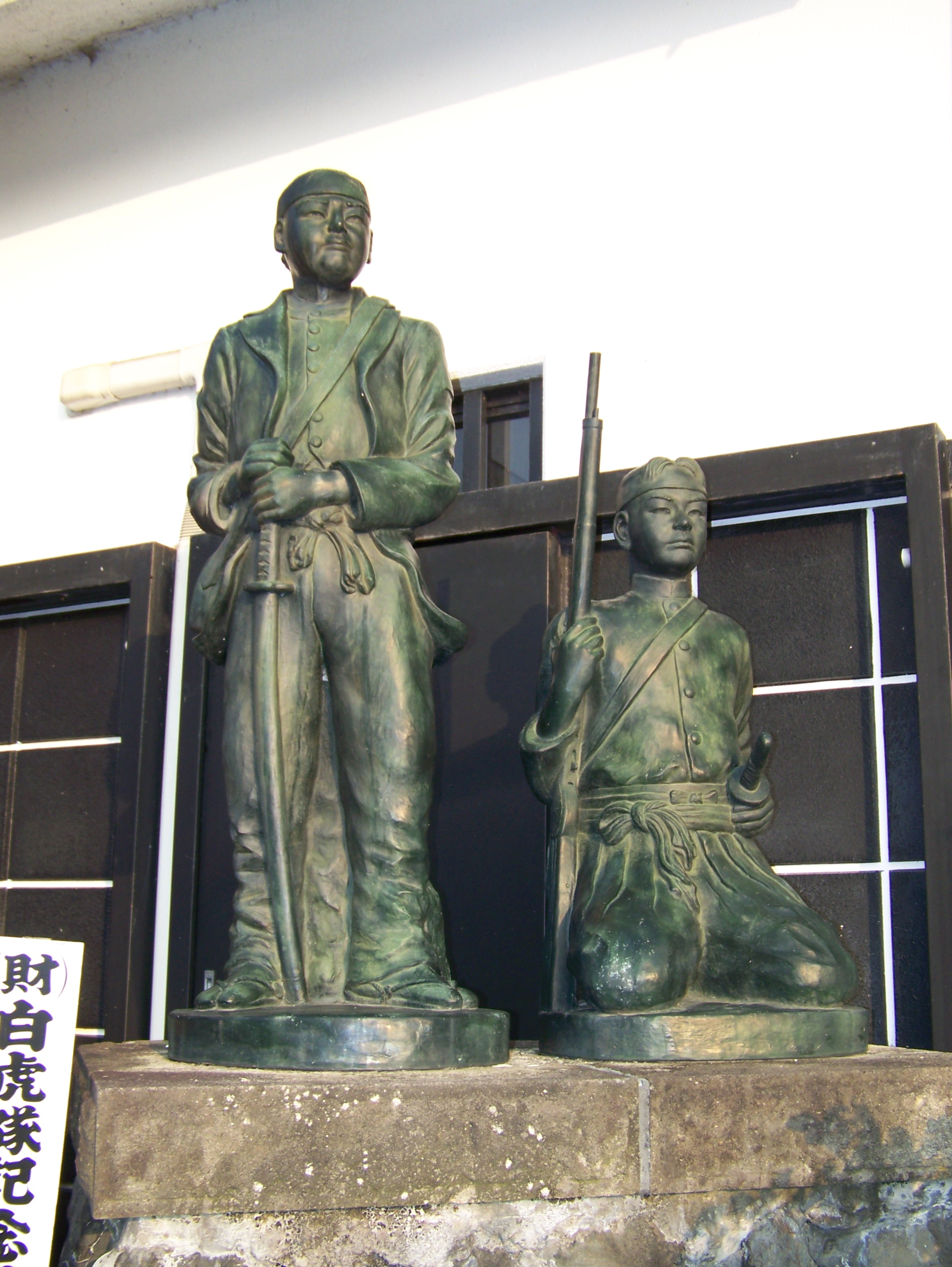
白虎隊像（福島県・会津若松市）

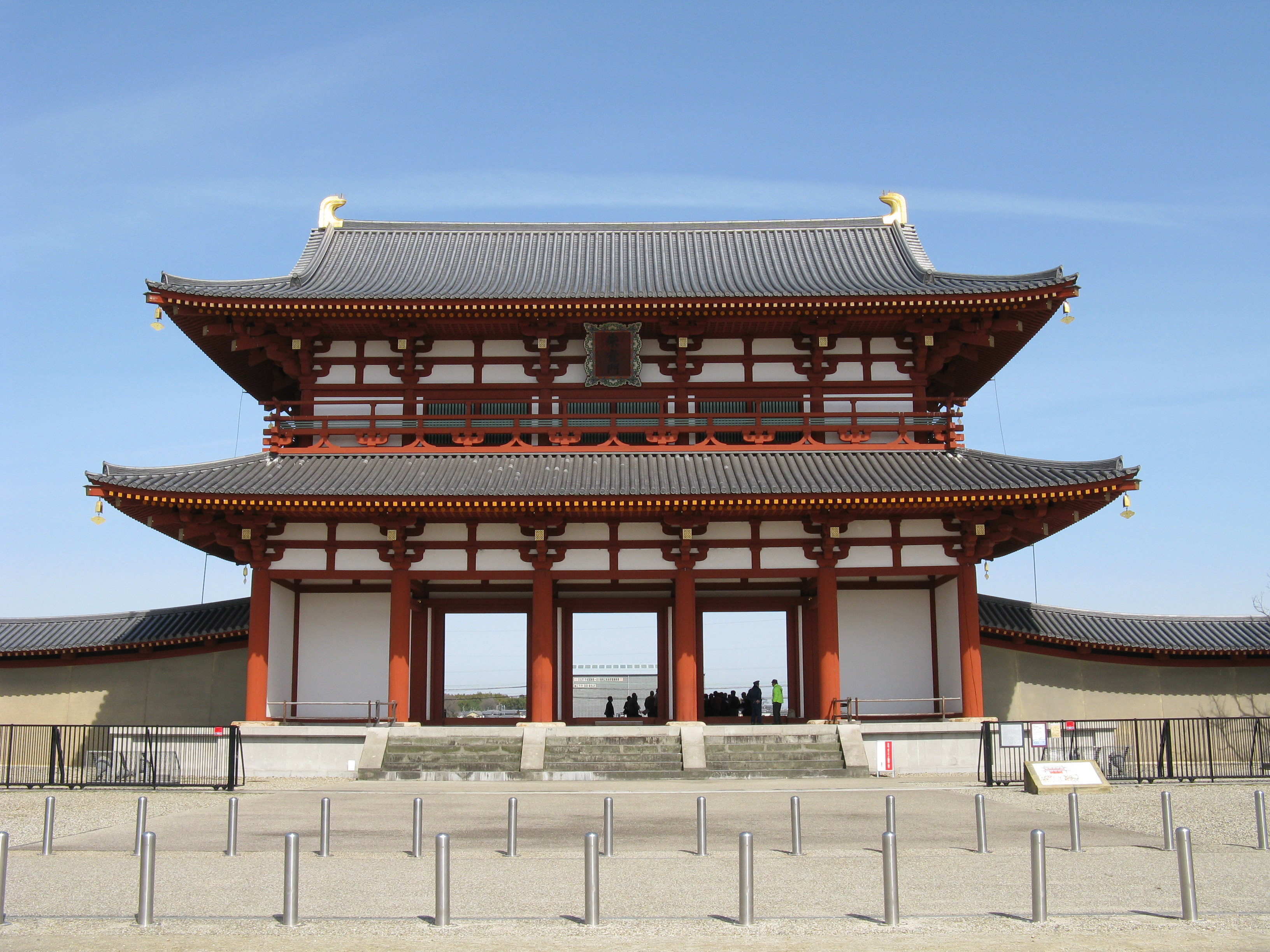
平城宮 朱雀門（復元）・奈良市

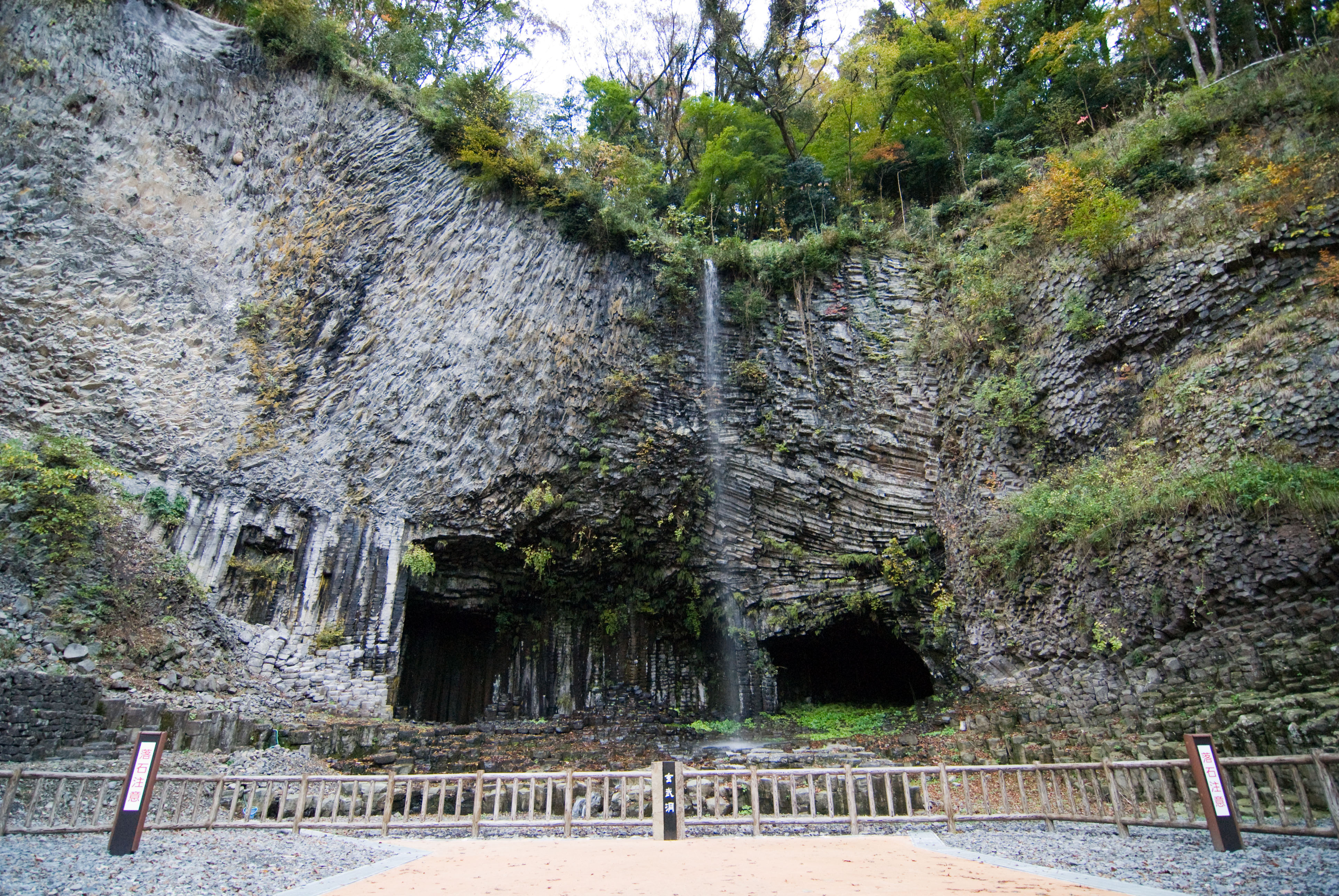
玄武洞・兵庫県豊岡市

青龍偃月刀、白虎隊、朱雀門、玄武洞など、四神に因んだ事物は数多い。
幕末・明治に活躍した会津藩の易者である中川万之丞の遺品に陰陽道安倍清明と同じ式盤が確認され、十二天将の朱雀・青龍・白虎・玄武など、霊符に吉の青龍を使った。自宅に藩士が出入り、短刀、明治に松平容保の築城300年祭祝歌も贈られている。会津藩では会津藩では武家男子を中心に年齢別に50歳以上の玄武隊、36歳から49歳までの青龍隊、18歳から35歳までの朱雀隊、17歳以下の白虎隊と四神の名前を部隊名とした構成だったことから部隊名を提案した可能性がある。十二天将の青龍将は吉、朱雀将・白虎将・玄武将は凶とされる。藩の精鋭部隊は青龍隊ではなく、年齢順の朱雀隊、万之丞の提案は上層部に届かなかったことになる。
人生を四季に例え、若年期を「青春」、壮年期を「朱夏（しゅか）」、熟年期を「白秋（はくしゅう）」、老年期を「玄冬（げんとう）」と表現することがある（玄冬は、春に芽吹く土壌作りの時期として幼少期とする説もある）。日本の詩人北原白秋の号はこれに由来している。